# Гегедош Роберт Володимирович
Роберт Володимирович Гегедош (нар. 2 травня 1993, Ужгород, Закарпатська область, Україна) — український футболіст, нападник ісландського клубу «Кеплавік».

## Біографія
Спортом почав займатися у шкільній футбольній секції. Пізніше перебрався до київського РВУФК, у 2009 році повернувся до Ужгорода та виступав у місцевій СДЮШОР до 2010 року.
2010 року став гравцем прем'єрлігового «Закарпаття», проте грав виключно за другу команду, провівши 12 офіційних гри за сезон. Паралельно він був заявлений за аматорський колектив «Поляна» з однойменного села, який виступав у Чемпіонаті Закарпатської області.
У 2011 році Гегедош підписав контракт із харківським «Металістом». За два сезони в Харкові Роберт провів понад 30 ігор за дублюючий склад команди, так і не пробившись до основи. Тому вже наступного сезону він переїхав до Кременчука. Після кількох ігор за місцевий «Кремінь» покинув клуб через те, що не порозумівся з тренерським штабом, і повернувся на Закарпаття.
У 2013 році став чемпіоном Закарпаття зі своєю новою командою — «Метеор» із села Пістрялово.
Наступного року він виступав за «Поляну». Гра нападника привернула увагу ужгородських скаутів, і вже наступного сезону 2014/15 Роберт виступав за дубль головної команди області — «Говерли», паралельно продовжуючи грати за «Поляну». Так і не пробившись до основи «Говерли», наступного сезону нападник зосередився на виступах за «Поляну». Всього в чемпіонаті Закарпатської області Роберт Гегедош провів близько 100 офіційних ігор. У сезоні 2015/16 грав за межами України — за словацький клуб «Славой» (Сечівці).
У 2017—2019 роках виступав за «Минай». З 2018 року команда набула професійного статусу, дебютувавши у Другій лізі чемпіонату України.
17 лютого 2020 року підписав контракт із харківським «Металістом 1925», але вже 7 липня на екстреній нараді керівництва клубу було прийняте рішення розірвати контракт із форвардом за обопільною згодою сторін.
У серпні 2020 року підписав піврічний контракт із рівненським «Вересом», а у грудні того ж року пролонгував угоду з рівнянами, за якою мав захищати кольори «Вереса»] до кінця сезону 2021/2022 років, проте 15 грудня 2021 року контракт було розірвано достроково за згодою сторін.
22 грудня 2021 року підписав контракт з дніпровською «Перемогою», яка виступала у Другій лізі.

## Досягнення
| Командні - Перша ліга чемпіонату України: Переможець: 2020/21 - Друга ліга чемпіонату України: Срібний призер: 2018/19 - Чемпіонат Закарпатської області: Чемпіон: 2013, 2017 - Кубок Закарпатської області: Володар: 2017, 2018 - Суперкубок Закарпатської області: Володар: 2017 | Індивідуальні - Найкращий гравець Другої ліги чемпіонату України: 2018/19 - Найкращий бомбардир групи А в Другій лізі України: 2018/19 - Найкращий бомбардир Кубку України: 2018/19, 2020/21 - Найкращий бомбардир Чемпіонату України серед аматорів: 2017/18 |  |

## Статистика виступів
| Сезон             | Команда           | Турнір            | Матчі | Голи |
| ----------------- | ----------------- | ----------------- | ----- | ---- |
| 2009/10           | «Говерла»         | Чемпіонат (дубль) | 12    | 1    |
| 2011/12           | «Металіст»        | Чемпіонат (дубль) | 24    | 2    |
| 2011/12           | «Металіст»        | Кубок України     | 1     | 0    |
| 2012/13           | «Кремінь»         | Друга ліга        | 3     | 0    |
| 2012/13           | «Металіст»        | Чемпіонат (дубль) | 10    | 1    |
| 2014/15           | «Говерла»         | Чемпіонат (дубль) | 16    | 6    |
| 2018/19           | «Минай»           | Друга ліга        | 25    | 13   |
| 2018/19           | «Минай»           | Кубок України     | 4     | 4    |
| 2019/20           | «Минай»           | Перша ліга        | 18    | 9    |
| 2019/20           | «Минай»           | Кубок України     | 2     | 1    |
| Усього за «Минай» | Усього за «Минай» | Усього за «Минай» | 49    | 27   |
| 2019/20           | «Металіст 1925»   | Перша ліга        | 3     | 0    |
| 2020/21           | «Верес»           | Перша ліга        | 26    | 7    |
| 2020/21           | «Верес»           | Кубок України     | 5     | 4    |
| 2021/22           | «Верес»           | Прем'єр-ліга      | 14    | 1    |
| 2021/22           | «Верес»           | Кубок України     | 1     | 0    |
| Усього за «Верес» | Усього за «Верес» | Усього за «Верес» | 46    | 12   |
| 2021/22           | «Перемога»        | Друга ліга        | 0     | 0    |

Статистика за турнірами:
- Прем'єр-ліга: 14 матчів — 1 гол;
- Перша ліга: 47 матч — 16 голів;
- Друга ліга: 28 матчів — 13 голів;
- Кубок України: 12 матчів — 9 голів